# 미르의 전설 2
《미르의 전설 2》(The Legend of Mir 2)는 위메이드 엔터테인먼트(wemade)에서 개발하고 서비스하는 동양 무협 MMORPG 온라인 게임이다.
|             | 최소 사양                                   | 권장 사양                                   |
| ----------- | ------------------------------------------- | ------------------------------------------- |
| 운영 체제   | 윈도 9x, ME, 윈도 NT 4.0 sp3 및 윈도우 2000 | 윈도 9x, ME, 윈도 NT 4.0 sp3 및 윈도우 2000 |
| CPU         | PentiumⅢ 600MHz 이상                        | PentiumIV 1.0GHz 이상                       |
| 메모리      | 512MB                                       | 1.0GB 이상                                  |
| 그래픽 카드 | Geforce MX440 이상                          | Geforce FX5200 이상                         |
| 인터넷      | 56K이상 Modem                               | 개인전용선(ADSL,Cable등)                    |
| 하드 디스크 | HDD여유공간 3GB 이상                        | HDD여유공간 4GB 이상                        |

## 게임 소개
미르의 전설 2는 서양 환타지가 게임 소재의 주류를 이루던 2000년 초 1세대 온라인게임 시장에 동양적인 색채와 스토리 그리고 단단한 밸런싱으로 인기를 모은 1세대 대표 무협 2D MMORPG이다.
2001년 서비스를 시작한 미르의 전설 2는 리니지 등 다른 대표적인 1세대 온라인 게임들이 그러했듯이 현재의 게임업계에 초석을 다지며 게임의 한류를 이끌었다.
아무도 생각하지 않았던 중국으로의 진출을 통해 온라인 게임의 황무지였던 중국에 발을 디뎌 한국에서뿐 아니라 중국에서도 온라인게임의 붐을 일으킨 장본인이기도 하다.
미르의 전설 2는 1세대 온라인 게임들이 가지고 있는 몬스터와 벌이는 단순한 KILL&DEAD 경쟁에 그치지 않고, 이용자에게 어떤 목적을 달성하기 위한 같은 입장의 이용자와 협력, 동맹, 경쟁, 협상 등 다양한 선택권을 제공하여 기존의 게임에서는 느낄 수 없는 변화무쌍한 스토리라인으로 이루고 있다.
상용화 서비스를 시작한 지 8년이 지난 지금, 화려한 3D게임이 대부분인 요즘의 게임 시장에서도 기본적인 게임성의 우수함과 탁월한 밸런싱, 2D만이 가질 수 있는 쉬운 조작감과 편안함을 무기로 많은 사람들의 꾸준한 사랑을 받고 있다. 현재 서비스 중인 대한민국 내 단일 게임 사상, 전 세계 누적 매출 최대기록을 보유하고 있기도 한다.
뿐 만 아니라, 오래도록 게임을 즐겨온 이용자들간의 끈끈한 커뮤니티(넹입지원 밀는숳회사의 운영방침과 초창기부터 즐겨온 자신의 게임캐릭터를 아들에게 넘겨 주는 등 특유의 가족적인 게임문화로 가족 게임으로 자리잡아 가고 있다.
 현재 서비스 중인 대한민국 내 단일 게임 사상, 전 세계 누적 매출 최대기록을 보유하고 있다.

## 연혁
- 2000. 06. 알파서비스 시작
- 2000. 08. 시범서비스 시작
- 2000. 11. 프로그램 등록
- 2001. 03. 이탈리아 Digital Bros 그룹과 서비스 계약 체결
- 2001. 03. 국내 상용서비스 시작
- 2001. 06. 유럽 시범서비스 시작 (유럽지역 서비스명: The Three Heros)
- 2001. 09. 유럽 상용서비스 시작
- 2001. 09. 중국 시범서비스 시작
- 2001. 11. 중국 상용서비스 시작
- 2002. 03. 중국 제1기 온라인게임 대회 최고 게임 운영 서비스 상 수상
- 2002. 04. 전국 최강자전 실시 (코엑스 메가웹스테이션)
- 2002. 05. 중국 동시 접속자수 20만 돌파
- 2002. 06. 단일게임 세계 동시접속자 최고 기록 달성(총 36만 8천명 : 중국 35만, 국내 1만5천, 유럽 3천)
- 2002. 08. 2002 위메이드 열대야 페스티발
- 2002. 08. 국내 단일게임으로 최초 중국 동시접속자 50만 돌파
- 2002. 09. 2002 대한민국 우수벤처 발굴 대회 디지털 콘텐츠 부분 대상 수상
- 2002. 09. 대만 시범 서비스 시작
- 2002. 10. 버스 내부 LCD 동영상 마케팅 최초 시도
- 2002. 11. 중국 동시접속자 70만 돌파
- 2003. 02. 교육 포털 서비스업체 '배움닷컴'과 제휴 계약
- 2003. 02. 온라인교육업체 '아이넷스쿨'과 콘텐츠 제휴 계약
- 2003. 04. 패스트푸드업체 '맥도널드'와 공동 마케팅
- 2003. 04. 테마곡을 이용한 휴대폰 벨소리 다운로드 서비스
- 2003. 06. 제1회 고객간담회 개최
- 2003. 09. 캐릭터달력 이미지 공모전
- 2004. 07. PC방 전국순회 이벤트 실시
- 2005. 09. 캐릭터달력 이미지 공모전
- 2005. 05. 필리핀 수출
- 2007. 06. 미르의 전설 시리즈, 부분 유료화 서비스 전환
- 2007. 06. 전국 유저 간담회 시작
- 2007. 07. 1차 대규모 업데이트(지옥의 문 1차)
- 2008. 01. 2차 대규모 업데이트 (지옥의 문 2차)
- 2008. 07. 최초 신규 캐릭터 '자객' 업데이트
- 2009. 02. 성인서버 '혈룡' 오픈
- 2009. 03. 미르의 전설 2 8주년

## 같이 보기
- 미르의 전설
- 영웅문